# Hingsange
Hingsange (deutsch Hingsingen oder Hingsinger Hof, früher auch Hinksingen) ist ein Ortsteil der französischen Gemeinde Grostenquin (Großtänchen) im Département Moselle in der Region Grand Est (bis 2015 Lothringen).

## Geographie
Die Ortschaft liegt in Lothringen, etwa 57 Kilometer ostsüdöstlich von Metz, 34 Kilometer südwestlich von Forbach und drei Kilometer südlich des Ortskerns von Großtänchen.

## Geschichte
Ältere Ortsbezeichnungen sind Honquezange (1266), Hinquezenge (1364), Hunguezenges (1366), Hinguesanges (1371), Hingesengen (1376), Hinquesange (1399), Hungesingen (1447), Hinghesanges (1455), Hünsingen (1547), Hinquesange, Aingesange, Hinguezange (1756), Hingsange (1817) und Hinguesange (19. Jh.). Die Ortschaft gehörte früher zur Kastellanei Hingsingen des Bistums Metz im Heiligen Römischen Reich, die im 18. Jahrhundert eine lothringische Herrschaft war.
Beim Hof Hingsingen befand sich einst das alte Schloss, von dem 1871 nur noch Reste vorhanden waren. Es war Verwaltungssitz der alten Herrschaft Hingsingen. Letztere umfasste die Bürgermeisterei Großtänchen mit Bertringen und Linsdorf, die Bürgermeisterei Bischdorf mit Berig, Bermering, Buschdorf und Obrik, und den Bezirk mit Tensch, Kleintänchen, Bischwald, Ersdorf, Altweiler, Fürst, Leyweiler, Holbach bei Sankt Avold und St. Johann von Bassel. Die Ortschaft wurde 1552 zusammen mit Großtänchen und dem Herrschaftsgebiet Hingsingen vom Königreich Frankreich annektiert, das sich den Besitz 1648 im Westfälischen Frieden bestätigen lassen konnte.
Durch den Frankfurter Frieden vom 10. Mai 1871 kam das Gebiet an das deutsche Reichsland Elsaß-Lothringen, und das Dorf wurde dem Kreis Forbach im Bezirk Lothringen zugeordnet. Nach dem Ersten Weltkrieg musste die Region aufgrund der Bestimmungen des Versailler Vertrags 1919 an Frankreich abgetreten werden. Im Zweiten Weltkrieg war das Gebiet bis 1944 von der deutschen Wehrmacht besetzt.